# CLM P1/01
Der CLM P1/01 ist ein Sportwagen-Prototyp, der vom ByKolles Racing Team nach LMP1-Reglement entwickelt und gebaut wurde. Der Wagen nahm, mit einigen Veränderungen, von 2014 bis 2020 an der FIA-Langstrecken-Weltmeisterschaft teil.

## Entwicklung

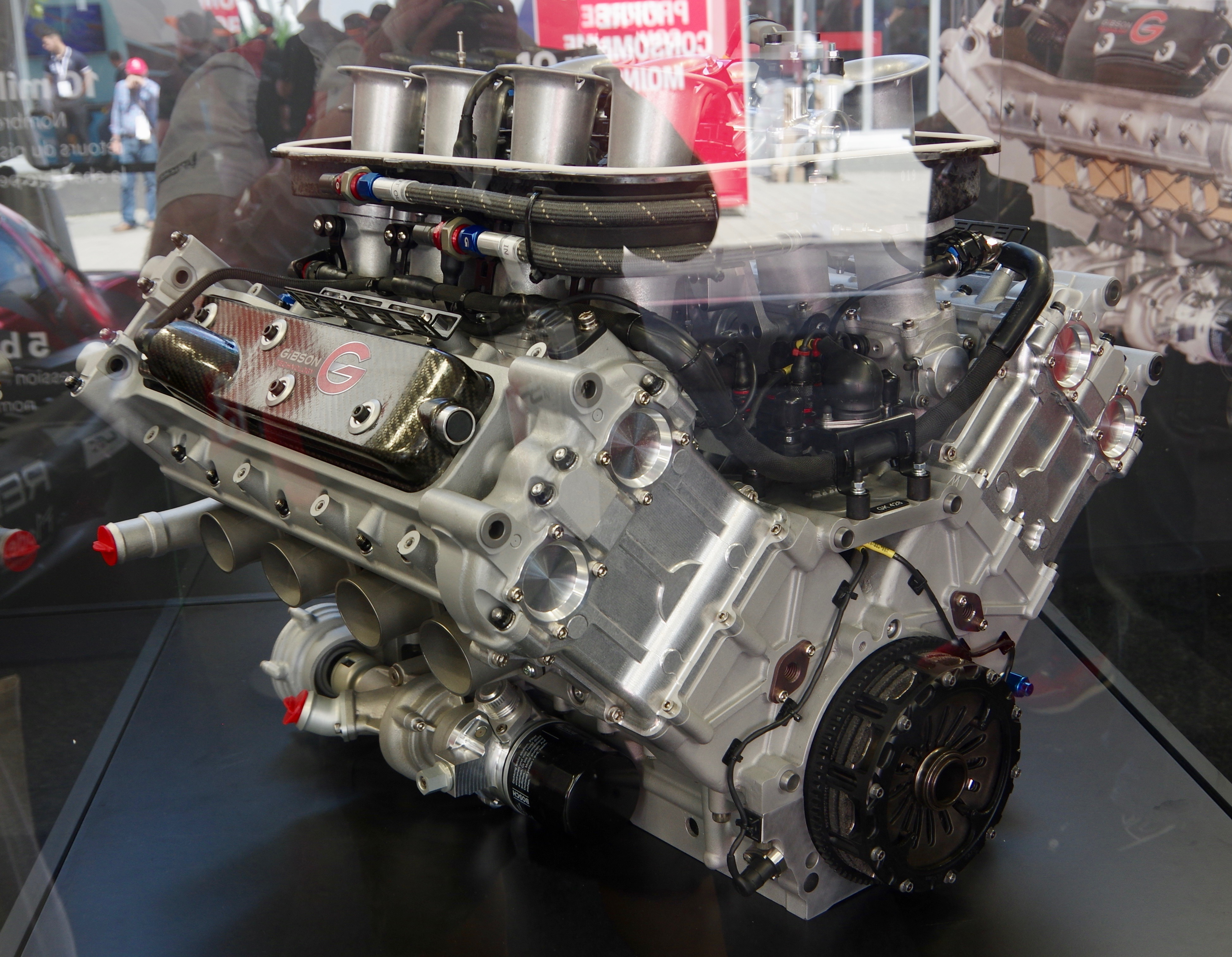
Der zuletzt verwendete Motor im CLM P1/01: Ein Gibson GL458

Für die FIA-Langstrecken-Weltmeisterschaft 2013 konnte das Team Kodewa die Lizenzrechte erlangen, um einen LMP2-Prototyp unter dem Teamnamen Lotus zu betreiben. Der Lotus T128 wurde bereits 2012 von Kodewa und der Adess AG entwickelt. In diesem Jahr verkündete das Team auch für die Saison 2014 einen LMP1-Prototyp, den Lotus T129, zu entwickeln.
Das Fahrzeug sollte einen 4,0-Liter-Audi-V8-Saugmotor von Neil Brown Engineering haben, doch Neil Brown sagte im Dezember 2013 ab, weil er den Motor nicht liefern könne. Dies führte zu einem plötzlichen Wechsel des Motorzulieferers. Als neuer Motorzulieferer wurde AER mit einem 2,4-Liter-V6-Turbomotor bekannt gegeben. Designer des Fahrzeuges war der Ingenieur Paul White. Als Chassis für den Prototyp entstand ein Monocoque aus kohlenstofffaserverstärktem Kunststoff. Das Sechsganggetriebe stammt von dem britischen Hersteller Hewland. Das Lenkrad ist eine Eigenkonstruktion mit Komponenten von einem Elektronikpartner. Für eine bessere Sicht des Fahrers nach hinten ist eine Rückfahrkamera eingebaut.
Ursprünglich sollte der LMP1-Rennwagen beim 6-Stunden-Rennen von Silverstone debütieren. Durch die plötzliche Absage von Neil Brown Engineering konnte aber das Fahrzeug nicht rechtzeitig auf den neuen AER-Motor umgebaut werden. Eine Teilnahme am Vortest in Le Mans und am Rennen selbst scheiterte daran, dass die FIA-Frist zur Homologierung des Fahrzeugs nicht eingehalten wurde. Der Wagen wurde jedoch mit der neuen Fahrzeugbezeichnung „Lotus P1/01“ im Rahmen des 24-Stunden-Rennens von Le-Mans 2014 der Öffentlichkeit vorgestellt. Sein Renndebüt hatte der Prototyp beim 6-Stunden-Rennen von Austin 2014.
Vor dem Beginn der Saison 2015 hieß es, dass das Team des LMP1-Prototyps nicht mehr als Lotus, sondern unter dem Namen ByKolles antreten werde. Die Hinterachse des Prototyps wurde komplett neu entworfen, außerdem wechselte man wegen dauerhafter Probleme mit dem Getriebe zu einem Sechsganggetriebe von Xtrac Limited.
Für das Jahr 2016 gab es einige Veränderungen am CLM P1/01. Die Karosserie des Fahrzeuges wurde stark geändert, um die Aerodynamik zu verbessern. Auch wurde das Sechsganggetriebe von Xtrac gegen ein Siebenganggetriebe ausgetauscht.
Nach verschiedenen Schwierigkeiten mit der Antriebseinheit wechselte das ByKolles Team 2017 zu Nissan als Motorenzulieferer und setzte einen 3,0-Liter-V6-Motor mit der Bezeichnung „Nismo VRX30A 3.0 L Turbo V6“ und einer Leistung von 370 kW (503 PS) ein. Das Fahrzeug ging in diesem Jahr unter der Bezeichnung „ENSO CLM P1/01“ an den Start. Entgegen der ursprünglichen Planung setzte das ByKolles Team das Fahrzeug nicht während der ganzen Saison ein, sondern nur bis zum 6-Stunden-Rennen auf dem Nürburgring. Die restliche Zeit des Jahres wurde mit der Weiterentwicklung des Fahrzeugs zur Saison 2018/2019 verbracht, in der es neue private Konkurrenz in der LMP1-Klasse gab. Vor dem vorletzten Rennen in Spa-Francorchamps wechselte man erneut den Motorenzulieferer, diesmal zu Gibson. Man verwendete den gleichen Motor wie die private Konkurrenz von Rebellion Racing und Dragonspeed, den „Gibson GL458 4.5 L V8“.

## Renneinsätze

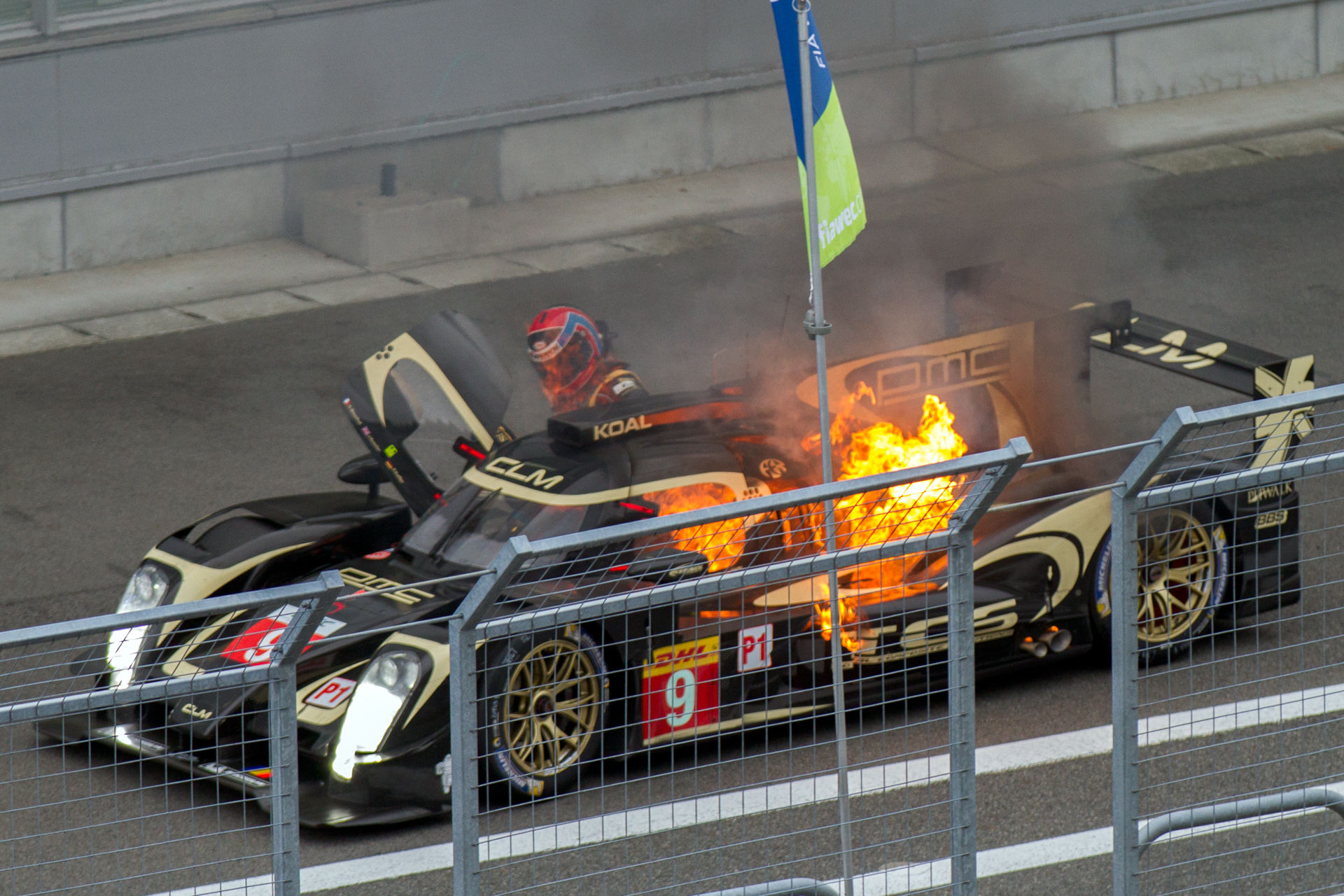
Brennender Lotus P1/01 in Fuji 2014

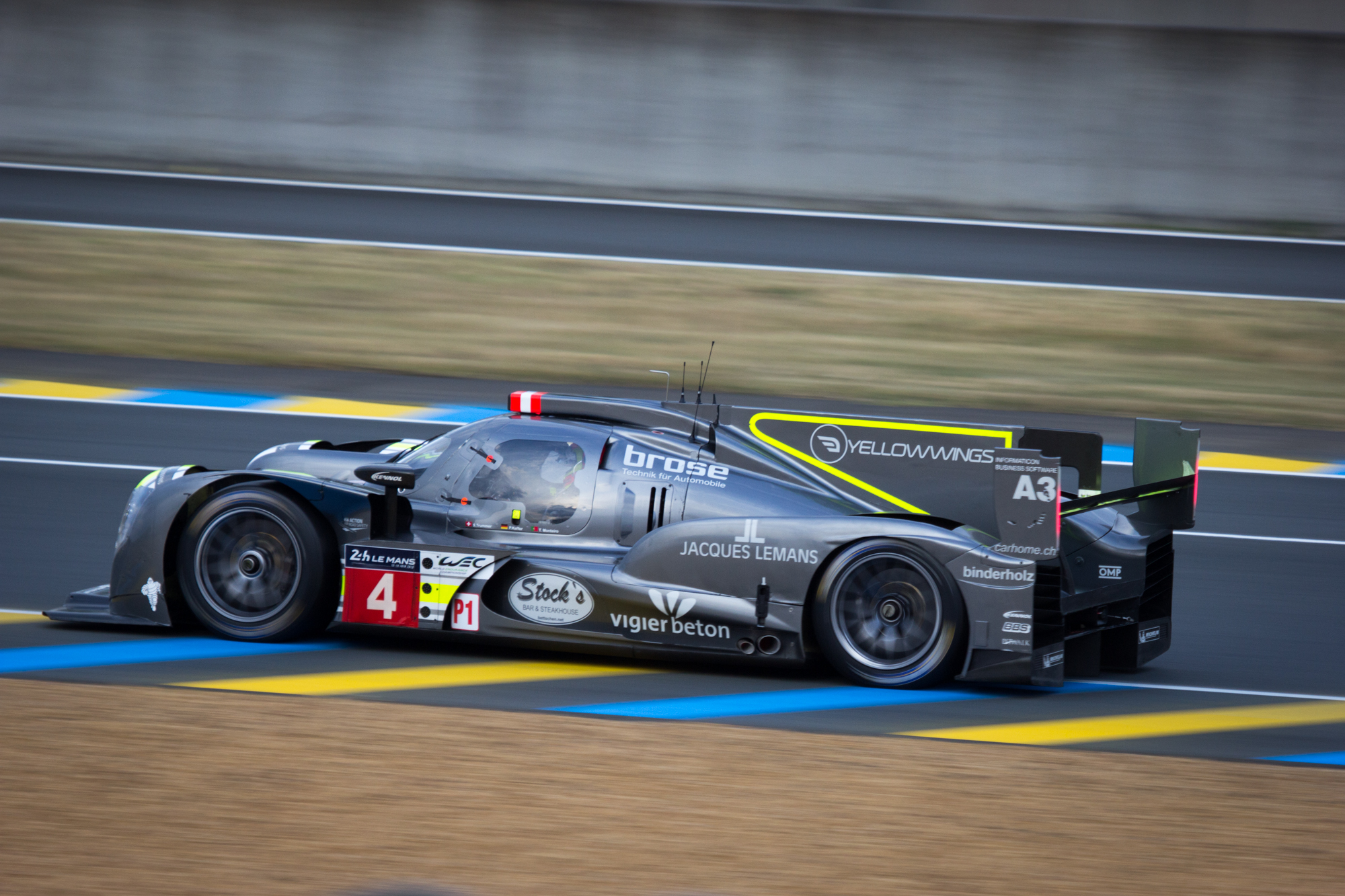
Der CLM P1/01, im Jahr 2015, auf den Circuit de la Sarthe

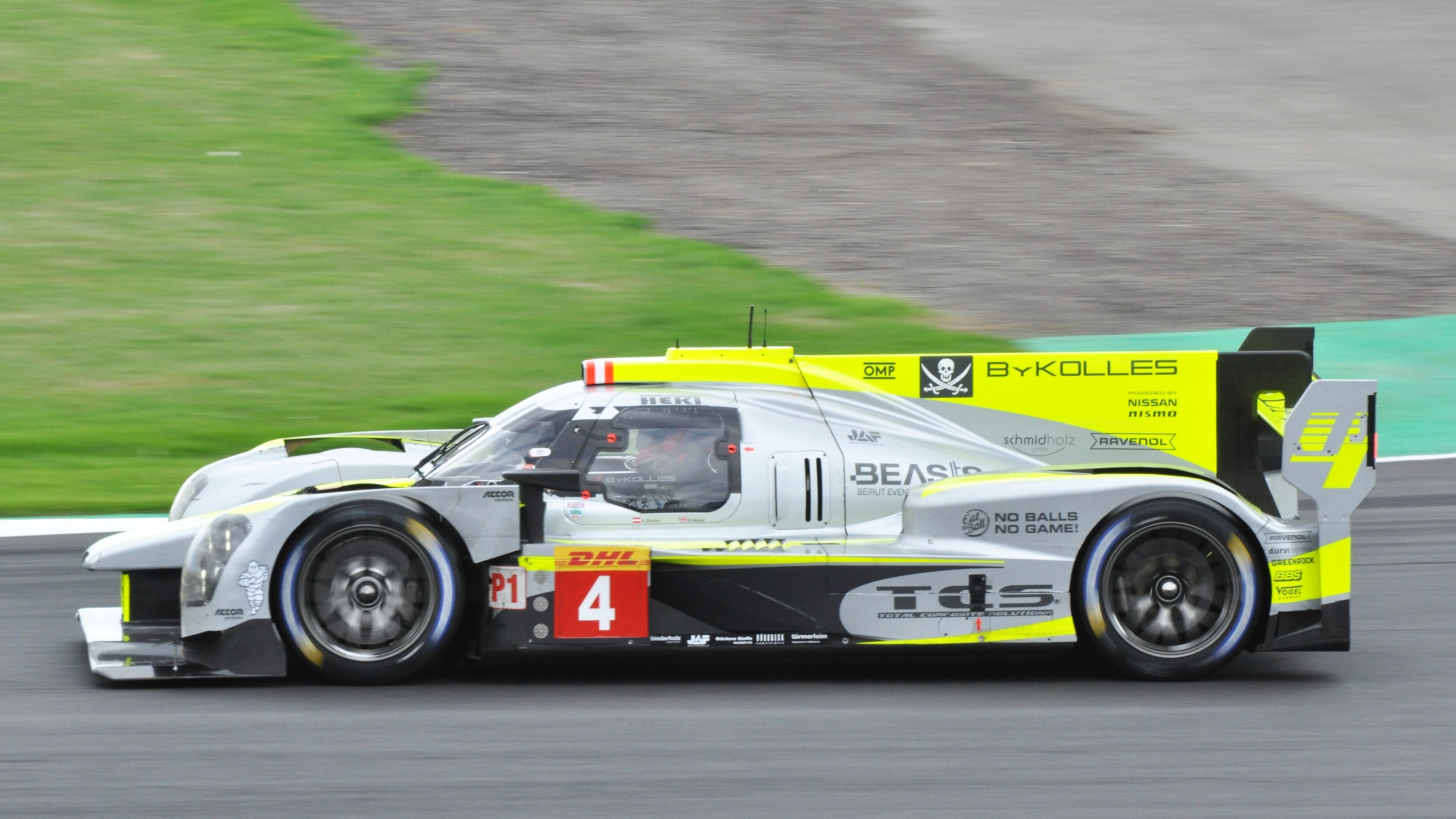
ENSO CLM P1/01, beim 6-Stunden-Rennen von Silverstone 2018

### 2014
Bei seinem Renndebüt auf dem Circuit of The Americas erreichte der Prototyp die 18. Gesamtposition. Beim 6-Stunden-Rennen von Fuji fing der Wagen nach 181 Runden wegen einer defekten Treibstoffleitung Feuer. Christophe Bouchut, der in diesem Moment am Steuer saß, entkam dem Fahrzeug. Das Fahrzeug konnte für das folgende 6-Stunden-Rennen von Shanghai wieder aufbereitet werden und belegte die 15. Gesamtposition. In den beiden letzten Rennen der Saison fiel der Prototyp wegen technischer Defekte aus.

### 2015
Durch den Namenswechsel des Teams im Jahr 2015 änderte sich das Design des Fahrzeugs vom klassischen Lotus-Schwarz-Gold zu einer dunkelgrauen Lackierung. Beim 24-Stunden-Rennen von Le Mans wurde der CLM P1/01 wegen des zu geringen Körpergewichtes eines Fahrers nicht gewertet. Das Fahrzeug stand insgesamt rund sieben Stunden lang für Reparaturen an der Box; zehn Benzinpumpen wurden während des Rennens verschlissen. Die beiden ersten Siege in der privaten LMP1-Wertung gelangen auf dem Nürburgring und auf dem Circuit of the Americas.

### 2016
Im Jahr 2016 wechselte das ByKolles Team den Reifenpartner, anstatt Michelin- wurden nun Dunlopreifen verwendet. Am Anfang der Saison hatte das Fahrzeug immer wieder technische Probleme, daraus resultierten in Silverstone und Spa die letzten Positionen in der privaten LMP1-Wertung. Beim 24-Stunden-Rennen von Le Mans und auf dem Nürburgring fing der Prototyp erneut Feuer. Beim Rennen in Shanghai erzielte der CLM P1/01 den einzigen Klassensieg in dieser Saison.

### 2017
Nur die ersten vier Rennen der Saison bestritt das ByKolles Team mit dem ENSO CLM P1/01 im Jahr 2017. Nach dem Rückzug des Rebellion Racing Teams aus der LMP1 Klasse war ByKolles das einzige private Team in dieser Saison. Beim 6-Stunden-Rennen von Spa-Francorchamps konnte man einen achten Gesamtplatz erreichen, bei allen anderen 6-Stunden-Rennen wurde das Fahrzeug wegen technischen Defekten nicht gewertet. Beim Qualifying zum 24-Stunden-Rennen von Le Mans konnte das Fahrzeug zwar die schnellste gemessene Rundenzeit eines privaten LMP1 Teams erreichen, in der Anfangsphase des Rennens fiel das Fahrzeug allerdings wegen eines technischen Defekts aus.

### 2018/2019
Beim Saisonauftakt der FIA-Langstrecken-Weltmeisterschaft 2018/19 erreichte das ByKolles-Team mit einem vierten Gesamtplatz die bis zu diesem Zeitpunkt beste Platzierung bei einem Rennen. Ein weiterer Höhepunkt war der 5. Platz bei den 6 Stunden von Fuji. Beim 24-Stunden-Rennen von Le Mans 2018 kollidierte Dominik Kraihamer mit einem anderen Fahrzeug und das ByKolles Fahrzeug konnte das Rennen nicht wieder aufnehmen.

### 2019/2020
Nachdem die FIA und die ACO beim 24-Stunden-Rennen von Le Mans 2018 das neue Hypercar-Reglement für die WEC-Saison 2020/2021 verkündet hatten, gab ByKolles bekannt, dass man während der Saison 2019/2020 auf einen Einsatz des CLM P1/01 bei allen Rennen verzichten werde, um für die Saison 2020/2021 ein Hypercar zu entwickeln.
Allerdings wolle man bei den 6-Stunden von Spa-Francorchamps 2020 und beim 24-Stunden-Rennen von Le Mans 2020 erneut mit dem CLM P1/01 antreten. Beim 6-Stunden-Rennen von Spa-Francorchamps 2020 erreichte man nach Problemen mit der Benzinpumpe und der Lambdasonde nur den 27. Gesamtrang.